# Chiesa dei Santi Bernardino e Girolamo
La chiesa dei Santi Bernardino e Girolamo è un edificio religioso dell'XI o XII secolo che si trova in località Orenno, a Bellinzona. La struttura era un'ala di un edificio più grande, che ospitava un convento agostiniano, raso al suolo nel 1952.

## Storia
L'edificio sorse fra l'XI e il XII secolo con aula unica e abside di forma semicircolare. Il convento, invece, fu eretto nel 1450. In quegli anni, stando a un'iscrizione inserita nel XX secolo in facciata, il precedente oratorio di San Girolamo fu dedicato anche a San Bernardino. Già a partire da quel secolo l'edificio subì un primo ampliamento, seguito da ulteriori lavori nel secolo successivo e poi ancora nel Seicento, quando - a cavallo fra il 1658 e il 1660 alla chiesa fu aggiunto il coro. Nel 1516 il comune di Bellinzona concesse benefici economici a una comunità di suore agostiniane di Santa Elisabetta dipendente dalla chiesa di San Biagio a Ravecchia, dando così riscontro ufficiale della presenza delle monache nella zona. Il convento, però, nel 1859 fu soppresso.
La chiesa fu profondamente modificata nel corso del XX e del XXI secolo. Fra il 1905 e il 1906 un primo restauro si concentrò sugli interni, dedicandosi però anche al recupero degli affreschi cinquecenteschi in facciata. A questo intervento seguirono quello curato da Guido Tallone fra il 1968 e il 1971, quello di Luigi Snozzi (1987-1993) e quello di Alberto Julio Fresco, Anita Lara Bulloni Fresco e Andrea Skory (2009-2010).
Fino al 1905, inoltre, la chiesa ospitava un'ancona cinquecentesca in stile svevo con cinque statue (Madonna col Bambino, San Bernardo da Chiaravalle, San Bernardino da Siena, San Nicola di Bari e San Girolamo) e due ante, sulle quali sono scolpite a bassorilievo le figure di Santa Caterina di Alessandria, Sant'Antonio abate, San Benedetto da Norcia e Santa Barbara. L'ancona, sulla quale è presente l'iscrizione «inaurata cum pluribus imaginibus ligneis inaurati, clauditur ianuis eadem arte elaboratis», è oggi conservata al Museo Nazionale Svizzero di Zurigo. La predella dell'ancona, con Cristo tra gli apostoli, era invece rimasta nella chiesa, ma fu successivamente trafugata.

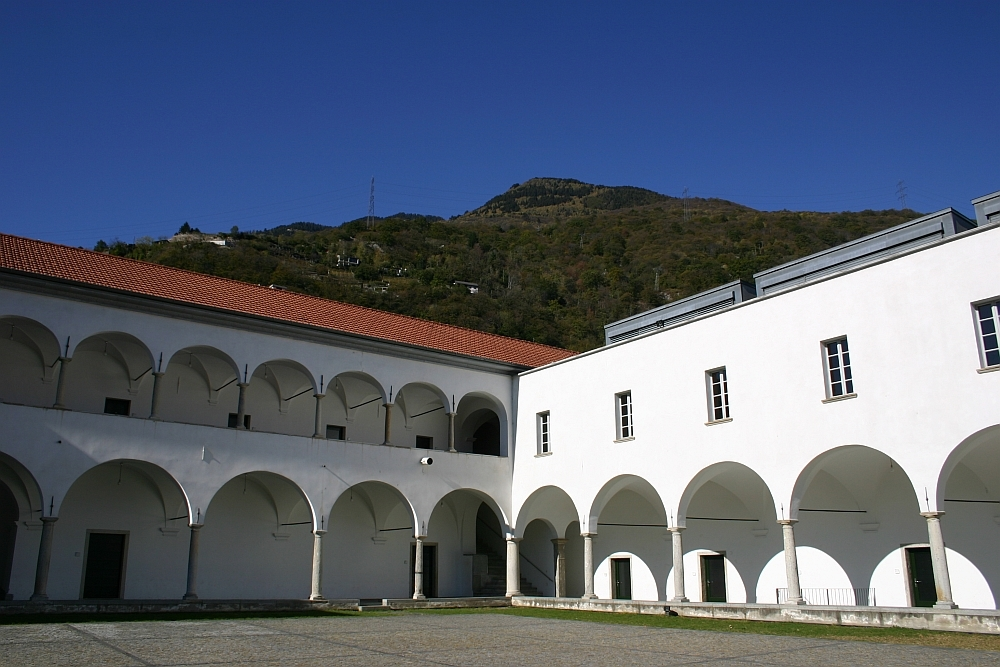
Resti dell'ex-convento agostiniano

## Descrizione

### Esterni
La chiesa è dotata di un tetto e di due portici: uno, anteriore, precede la facciata, mentre il secondo, che dà accesso alla cappella iemale, si trova alle spalle del coro. La facciata, al fianco della quale si erge un campanile, è decorata da affreschi cinquecenteschi attribuiti Domenico Pezzi: vi sono raffigurati San Cristoforo, San Pietro e San Bernardino da Siena, Sant'Apollonia e Santa Veronica, l'Annunciazione e Dio padre con due angeli.

### Interno
L'edificio a navata unica, dotata di volta a botte lunettata, termina con un coro di forma rettangolare. L'ultima campata di quest'ultimo ospita oggi una cappella iemale, ma in precedenza ospitava il coro delle suore. Nell'abside la volta è a botte ribassata.
La navata è decorata con le stazioni della Via crucis dipinte su tela e risalenti al XVII e XVIII secolo. Al loro fianco altre quattro tele dello stesso periodo: un'Adorazione dei pastori (1752) che reca la firma di "D. Mantello", una Nascita della Vergine, un quadro che descrive l'Origine del convento e un'Immacolata Concezione. Le ultime due tele furono trasportate qui dalla chiesa della Santissima Trinità, come anche la Santissima Trinità di Giosuè Oggioni conservata nella cappella laterale di destra.
Alle spalle dell'altare maggiore, sul quale si trova un tabernacolo in legno dorato e dipinto, trova un posto un crocifisso secentesco in legno con inserti dorati poggiato su una grata lignea.
La parete di fondo del coro è decorata da un cornicione, mentre quella sinistra ospita tele del Sei-Settecento. Qui si trovava inoltre il gruppo in stucco che raffigura l'Annunciazione (databile intorno al 1650) spostato sull'arco principale dopo il restauro del 2009.
Nel corpo principale della chiesa spicca inoltre, sulla tribuna in legno, un organo realizzato da Giuseppe Reina nel 1746. Di rilievo le decorazioni della parte frontale, recuperate durante il restauro curato da Guido Tallone: vi sono dipinti, su legno e su tela, I Santi Agostino e Monica al cospetto della Madonna della Cintola.
Meritano un cenno, infine, le cappelle. Quella di sinistra ospita due statue, una Madonna del Rosario settecentesca in legno dipinto e un San Bernardino da Siena. Quella di destra, invece, conserva la Santissima Trinità (1784) di Giosuè Oggioni e un paliotto in scagliola realizzato nel 1750 da Giuseppe Maria Pancaldi.